# Zvonka Zupanič Slavec
Zvonka Zupanič Slavec, slovenska zgodovinarka medicine, * 1. november 1958.
Rojena v Mariboru, kjer je končala osnovno šolo in 2. mariborsko gimnazijo. Diplomirala je leta 1984 na Medicinski fakulteti v Ljubljani. Tam je tudi magistrirala in doktorirala, oboje z interdisciplinarnih področij socialne medicine in zgodovine medicine. Izpopolnjevala se je na Dunaju, v Londonu, v Pragi, v Padovi, na Univerzi Washington v Seattlu in drugod.
Po nekaj zaposlitvah v zdravstvenih ustanovah in Univerzitetnem kliničnem centru Ljubljana se je leta 1987 zaposlila na Inštitutu za zgodovino medicine Medicinske fakultete Univerze v Ljubljani. Od 1992 vodi ta Inštitut, od leta 1993 predava študentom Medicinske fakultete predmeta zgodovina medicine in zgodovina dentalne medicine.
Njeno strokovno, znanstvenoraziskovalno in publicistično delo sega na različna področja, največ pa se ukvarja z zgodovino slovenske medicine 19. in 20. stoletja. Organizira poljudna, strokovna in znanstvena srečanja s svojega področja v domačem in mednarodnem prostoru, popularizira svojo stroko preko poljudnih, strokovnih in znanstvenih knjižnih objav, radijskih in televizijskih oddaj, časopisja, javnih nastopov.
Je članica več uredniških odborov strokovnih in znanstvenih revij ter vodja ali član vodstva različnih strokovnih združenj. V letih 1993-2017 je vodila Kulturno-umetniško društvo Kliničnega centra in Medicinske fakultete dr. Lojz Kraigher z okoli 500 člani in je v vsem času pripravila, organizirala in vodila okoli 400 prireditev, največ za bolnike v ljubljanskem kliničnem centru. Od leta 1991 je podpredsednica Znanstvenega društva za zgodovino zdravstvene kulture Slovenije. Od leta 1990 sodeluje z mednarodnim združenjem za zgodovino medicine International Society for History of Medicine.
Je dobitnica več priznanj, med drugimi tudi Voglarjevega priznanja, srebrne plakete Javnega sklada za kulturne dejavnosti RS za dolgoletno uspešno delo pri spodbujanju in razvijanju kulturnih dejavnosti (2008), priznanja Prometej znanosti 2013 Slovenske znanstvene fundacije, Zlata dediščina Univerzitetnega kliničnega centra (2013), Velike plakete mestne občine Kranj (2011) in Dergančeve nagrade za publicistiko (2016). V letu 2018 je prejela priznanje Medikohistorične sekcije Slovenskega zdravniškega društva za glavno ambasadorko zgodovine medicine doma in po svetu ter priznanje Valentine Kobe. Članica Slovenskega centra P.E.N. Za svoje znanstveno-raziskovalno in pedagoško delo na področju zgodovine slovenske medicine je leta 2022 prejela državno odlikovanje - medaljo za zasluge. Leta 2024 je za izjemno delo na področju raziskovanja zgodovine medicine ter neprecenljiv prispevek k ohranjanju in prepoznavnosti slovenske medicinske dediščine prejela Hipokratovo odličje za življenjsko delo.

## Dela

### Monografije
- 2024 	 Zgodovina zdravstva in medicine na Slovenskem (4. del) Interna medicina, urgentna medicina in nujna medicinska pomoč, paliativna oskrba – znanstvena monografija (urednica Senta Jaunig, 560 strani, 1400 slikovnih prilog)
- 2022 	 Zgodovina zdravstva in medicine na Slovenskem (3. del) Infektologija, nevrologija, dermatovenerologija, onkologija, zobozdravstvo, strokovno-zdravstvene in predklinične vede, zdravstveno šolstvo – znanstvena monografija (urednica Senta Jaunig, 750 str., ok. 2500 slikovnih prilog)
- 2018 	 Zgodovina zdravstva in medicine na Slovenskem (2. del) Kirurške stroke, ginekologija in  porodništvo – znanstvena monografija (urednica Senta Jaunig)
- 2017 	 Zgodovina zdravstva in medicine na  Slovenskem (1. del) Medicina skozi čas, javno zdravstvo, farmacija –  znanstvena monografija (urednica Senta Jaunig)
- 2015 	 Ko mrtvi žive uče : anatomija  skozi čas : ob petstoletnici rojstva začetnika znanstvene anatomije  Andreasa Vesaliusa (1514–1564) (soavtor Sonja Svoljšak)
- 2014 	 Zgodovina radiologije in Inštituta  za radiologijo Univerzitetnega kliničnega centra Ljubljana (1923–2013) –  znanstvena monografija
- 2011 	 Tuberculosis (1860-1960): Slovenia's  Golnik Sanatorium and TB in Central Europe (Peter Lang, Frankfurt /New York)  - znanstvena monografija
- 2011 	 Rojstvo (Mohorjeva založba Celje) -  znanstveno-umetniška monografija
- 2011 	 Prvi učitelji popolne Medicinske  fakultete v Ljubljani (Mohorjeva založba Celje) - znanstvena monografija
- 2011 	 Gradbeništvo na Slovenskem  (1920–1940) na primeru podjetja Josipa Slavca (1901–1978) (Mohorjeva založba  Celje) – strokovna monografija
- 2010 	 Gripa, RTV Slovenija - strokovni  film
- 2009 	 Tuberkuloza: kuga 19. in 20.  stoletja pri Slovencih na primeru sanatorija Golnik (1921-1998) - znanstvena  monografija
- 2008 	 Razvoj slovenske kirurgije srca (ob  50-letnici prve operacije na odprtem srcu) - znanstvena monografija
- 2008 	 Bolnišnica Golnik - Klinični oddelek  za pljučne bolezni in alergijo, ob 10-letnici samostojnosti - znanstvena  monografija
- 2007 	 Ruska kapelica pod Vršičem Soavtor  Petra Testen) - znanstvena monografija
- 2006 	 Javno zdravstvo 20. stoletja in  njegov soustvarjalec dr. Bojan Pirc - znanstvena monografija
- 2005 	 znanstvena monografija: Razvoj  javnega zdravstva na Slovenskem med prvo in drugo svetovno vojno in dr. Ivo  Pirc (1891-1967) - utemeljitelj slovenskega javnega zdravstva
- 2005 	 Skrljevo disease - endemic syphilis  in the Slovene lands (Hermagoras, Wien/Ljubljana) -  znanstvena  monografija
- 2004 	 New Method of Identifying of Family  Related Skulls (Springer, Wien/NewYork) - znanstvena monografija
- 2004 	 Ljubljana v kalejdoskopu -  multimedijska zgoščenka v slovenščini, angleščini in nemščini
- 2004 	 Grenzüberschrietende Medizin zwischen Ljubljana und Wien/Slovensko-avstrijske medicinske povezave -  katalog k razstavi v dunajskem državnem arhivu
- 2003 	 Bibliografija učnega gradiva na  Medicinski fakulteti v Ljubljani 1919-2002, soavtorici A. Rožić-Hristovski,  M. Arhar - strokovna monografija
- 2002 	 Družinska povezanost grofov Celjskih  (ZRC SAZU) - znanstvena monografija
- 2001 	 Iz rok v roke, iz roda v rod.  Slovensko zdravniško društvo in njegovi predsedniki ob 140-letnici  ustanovitve - znanstvena monografija
- 2001 	 Endemski sifilis - škrljevska  bolezen na Slovenskem - znanstvena monografija
- 2000 	 Znameniti Slovenci - The Famous  Slovenians – predstavitev slovenskih zdravnikov pretekle in polpretekle dobe
  - Zdravnik in skladatelj dr. Anton Schwab,  soavtor F. Štolfa – strokovna monografija
  - Podobe zdravnikov, malo za šalo, malo  zares (avtor karikatur Borut Pečar)
- 1999 	 Dr. Ivan Oražen, soavtor F. Štolfa -  znanstvena monografija
- 1998 	 Zdrava setev, plodna žetev - 110-let  zdravstvenega zavarovanja na Slovenskem - strokovna monografija
- 1998 	 Iz slovenske zdravstvene tradicije -  fotomonografija
- 1998 	 Healthy seads, aboundant crop -  strokovna monografija
- 1997 	 Aids ne pozna meja - katalog k  razstavi
- 1996 	 Z očmi zdravnice - ugledni pisci družno z medicino - strokovna monografija
- 1996 	 Dr. Marko Gerbec, znameniti slovenski zdravnik, strokovni film, RTV Slovenija

### Knjižna uredništva in prevodi
- 2016 	 Razvoj  transplantacijske medicine v Sloveniji : programi, smernice in  perspektive (sour. Danica Avsec)
- 2015 	 Erhatič Šinik R (avtor, urednik),  Jarh O (avtor, urednik), Jarm T, Magjarević R, Miklavčič D (avtor, urednik),  Reberšek S, Šuhel P, Zupanič Slavec Z, Zazula D.  Biomedicinska tehnika v Sloveniji : s tehniko do zdravja Ljubljana: Založba FE.
- 2009/2010 	 Ars medici 2009: 30 let  Kulturno-umetniškega društva Kliničnega centra in medicinske fakultete dr.  Lojz Kraigher
- 2007 	 Lipič F. V. Bolezni Ljubljančanov
- 2005 	 Pregl F. Die quantitative organische  Mikroanalyse
- 2005 	 Lipič F. V. Osnovne značilnosti  dipsobiostatike ...
- 2004 	 Medicinska Fakulteta Univerze v  Ljubljani (1919-1945)
- 2004 	 Bankl H. Bolni Habsburžani
- 2003 	 Lippich F. W. Topographie der k.k.  Provinzialhauptstadt Laibach,
- 2003 	 Lipič F. V. Topografija c.-kr.  deželnega glavnega mesta Ljubljane z vidika naravoslovja in medicine,  zdravstvene ureditve in biostatike
- 2002 	 200 let mariborske bolnišnice
- 2000 	 Zvestoba Hipokratu - akademik Franc  Novak
- 2000 	 Razvoj zdravstva v Prekmurju do leta  1941
- 2000 	 Muznik A. Clima Goritiense (Goriško podnebje)
- 1999 	 Zagovori v slovenski ljudski  medicini
- 1999 	 Medicinska fakulteta v Ljubljani ob  80-letnici ustanovitve
- 1998 	 Plenčič M. A. De contagii morborum  (O bolezenski nalezljivosti)
- 1997 	 Iz zdravstva na Kamniškem

### Uredništvo zbornikov in organizacija strokovnih srečanj (Pintarjevi dnevi)
- 2009 	 Zdravstvo v Šaleški dolini (Velenje)
- 2007 	 Bolezni Ljubljančanov
- 2005 	 Pogled na rabo in zlorabo alkohola
- 2004 	 Patografija - vpliv bolezni na življenje in delo znamenitih osebnosti
- 2003 	 Znameniti ljubljanski mestni zdravnik dr. F.V. Lipič in Topografija  Ljubljane
- 2003 	 Dr. Karel Petrič (1900-1944) in njegov čas
- 1998 	 Sto let rentgenskih žarkov
- 1997 	 Prof. dr. Jože Rant - organizator slovenskega zobozdravstva
- 1995 	 Medicinski in socialni pogledi na ljubljanski potres
- 1994 	 Med medicino in literaturo

Izdajateljska dejavnost
- 2021 	 KŠELA, Tomaž, KŠELA, Juš. Milan Cunder, cena svobodomiselnosti : tri življenja zdravnika in humanista prof. dr. Milana Cundra. Maribor: Kulturno društvo Mariborska literarna družba; Ljubljana: Inštitut za zgodovino medicine Medicinske fakultete, 2021. 234 str.
- 2019 	 TAVČAR, Lidija. Stephanie Glax de Stadler : (1876-1952) : slikarka in grafična oblikovalka. Ljubljana: Znanstveno društvo za zgodovino zdravstvene kulture Slovenije: Inštitut za zgodovino medicine Medicinske fakultete; Celje; Ljubljana: Društvo Mohorjeva družba: Celjska Mohorjeva družba, 2019. Str. 7-8. Zbirka Ženske in umetnost.

### Povezave do predstavitev Zvonke Zupanič Slavec in njenih del
- Leonardo da Vinci (predavanje)
- Tretji radijski program – ARS: Sifilis okvari telo in dušo, 19. 10. 2017
- V pogovoru Podobe znanja na RTV SLO
- TV Odmevi: Gripa še razsaja, a pandemije ni, 30. 1. 2018
- TV Odmevi: Od ranocelnikov do vrhuncev slovenske medicine, 23. 3. 2018
- DELO Književni listi: Zgodovina medicine je zrcalo razvitosti družbe; Milena Zupanič, torek, 27. 3. 2018
- DRUŽINA: Zgodovina zdravstva in medicine na Slovenskem, 1. 4. 2018
- GORENJSKI GLAS (Suzana Kovačič): Monografija, kot je še ni bilo, 16. 4. 2018
- Tretji radijski program – ARS: Glasovi svetov: Zgodovina zdravstva in medicine na slovenskem, 5. 4. 2018
- Večer: Modre ženske so poznale moč splavnih zeli[mrtva povezava], 5. 5. 2018
- DELO, Sobotna priloga: Kraj, kjer se je dve stoletji in pol razvijala vrhunska medicina, tudi naša, slovenska, 5. 5. 2018
- Demokracija (Metod Berlec), Fokus: Osamitev rešuje življenja – karantena je neprecenljiva klasična metoda prekinitve epidemij!, 19. 3. 2020
- Radio Ognjišče: Moja zgodba, 10. 6. 2018
- RTV SLO, 1. program, Intervju: Epidemije skozi čas ob pandemiji novega korona virusa 2019, 29. 3. 2020
- ARS Radio Slovenija: Črne koze - edini virus, ki smo ga do zdaj izkoreninili; Boj proti covidu-19 obsega enake pristope kot jih je omejevanje črnih koz, 17. 6. 2020
- Radio Ognjišče: Naš gost, 7. 11. 2020
- Frekvenca X: Cepiva in mi: Poldruga milijarda življenj!, 12. 11. 2020
- Val 202 zgodbe: 45 let tovarne zdravja: Zgodovinski temelji UKC Ljubljana - Od špitalov do moderne bolnišnice, 24. 11. 2020
- Pazi nase: O spremembah, ki jih prinašajo epidemije, december 2020
- Intervju v tedniku Družina, 16. 11. 2022
- Acta stomatologica Croatica: History of Healthcare and Medicine in Slovenia, III. A Book – Zvonka Zupanič Slavec / Book review, november 2022
- Vjesnik dentalne medicine: O povjesti zdravstva i medicine u Sloveniji - prikaz poglavlja iz knjige, december 2022
- Nedeljski dnevnik: Beseda je prvo zdravilo, 14. 12. 2022
- Ženske v slovenski medicini: Prva slovenska zdravnica je na nostrifikacijo diplome čakala trinajst let. Glasovi svetov, Radio Slovenija, marec 2023.